# سینان کاروینا
سینان کاروینا (انگلیسی: Sinan Karweina؛ زادهٔ ۲۹ مارس ۱۹۹۹) بازیکن فوتبال اهل آلمان است.
از باشگاه‌هایی که در آن بازی کرده‌است می‌توان به باشگاه فوتبال کلن اشاره کرد.